# 賀聖宮
賀聖宮，是一間崇奉玄天上帝的廟宇，位於臺灣新北市五股區洲子洋重劃區，於2018年落成。

## 歷史
麗寶集團董事長吳寶田與夫人王美雲都是玄天上帝的信徒。王美雲出身彰化二林鄉，家族篤信玄天上帝，所以在麗寶集團期間，也在臺北市仁愛路住宅中奉祀玄天上帝神像。神奇的是，奉祀的二十幾年間，玄天上帝經常託夢，幫助公司度過許多難關，例如吳寶田在921大地震時遇到事業瓶頸，直到神明指示，在五股推出「阿亮的家」建案，讓公司順利安全度過危機，讓吳寶田夫婦深信是玄天上帝造就了麗寶集團的企業版圖。
後王美雲得知玄天上帝神諭，欽點五股洲子洋的一塊寶地，指示要在該地興建宮廟以造福信眾，王美雲和夫婿吳寶田於是毅然決然放棄銷售總額可賺超過新台幣7億的建案用地，將此塊500多坪的土地建廟，花費高達新台幣20億元，由王美雲擔任宮主，籌劃十多年，2014年開始建廟。

## 落成
賀聖宮在2018年1月1日落成，落成典禮時，總統蔡英文、立法院長蘇嘉全、新北市長朱立倫、立法院秘書長林志嘉、前內政部長李鴻源、前臺北縣長周錫瑋、前總統府秘書長詹春柏、新北市議會議長蔣根煌及本地多位立委、議員，各大宮廟負責人等都來參與。
蔡英文贈匾「賀聖佑民」。蘇嘉全致詞時，也肯定吳寶田夫婦的義舉，讓賀聖宮成為地方鄉親的信仰中心。而後新北市長候選人蘇貞昌也前來參拜，他向吳董事長夫婦致敬，並感謝神明保庇新北市免於颱風災害，也虔誠祈願能在年底的新北市百里侯之爭能順利出線。

## 神祇

### 一樓正殿
- 玄天上帝
- 觀世音菩薩
- 天上聖母
- 太歲星君(神名牌位)
- 文昌帝君(神名牌位)
- 註生娘娘
- 福德正神
- 康元帥
- 趙元帥

### 四樓藥師殿
- 藥師佛祖
- 觀世音菩薩
- 天上聖母
- 顯應祖師
- 文昌帝君

### 六樓凌霄寶殿
- 玉皇上帝

### 外營
- 五營將軍

## 文物

### 匾額

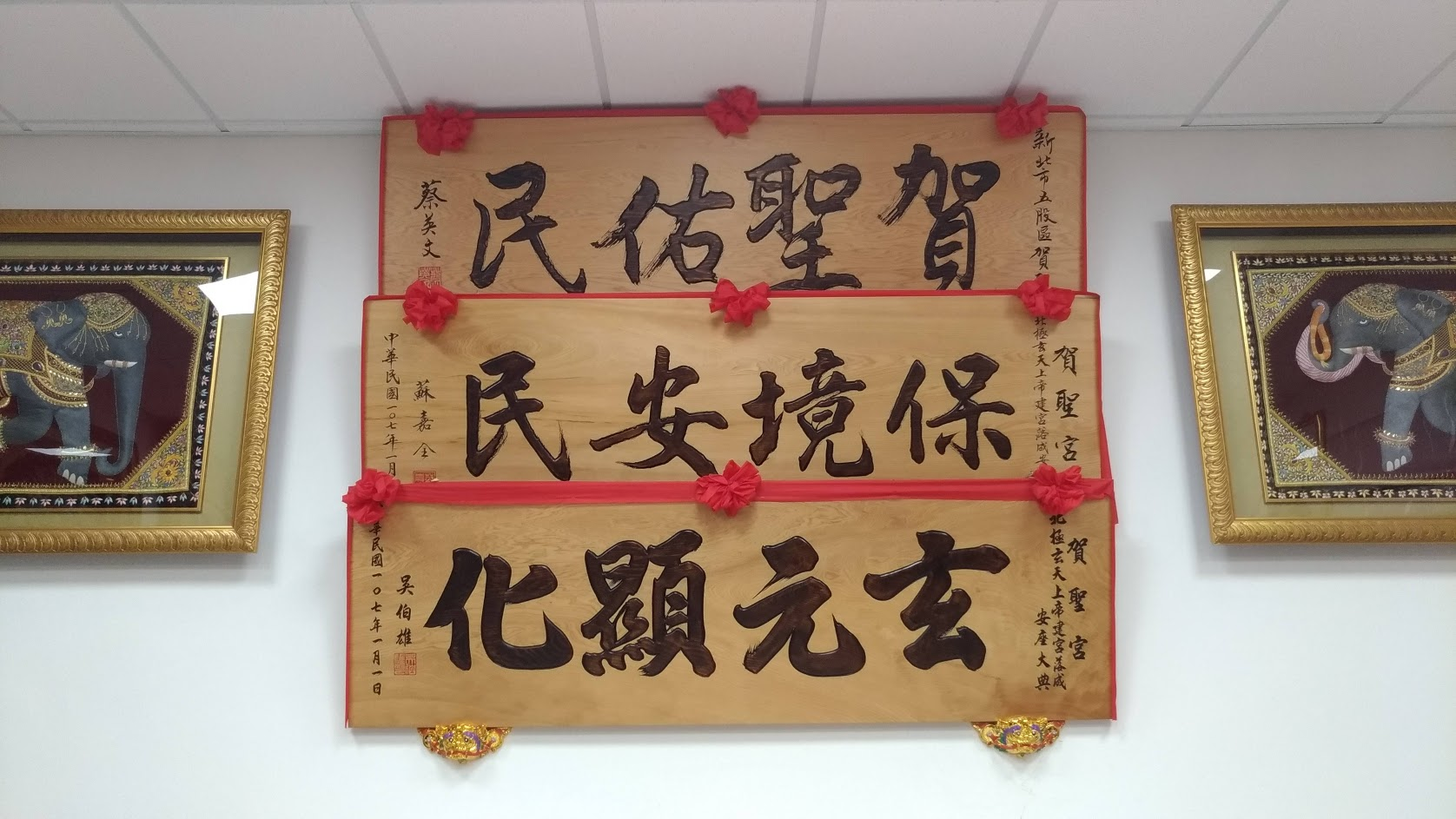
總統、立法院長與其他政要於入火安座時致贈予賀聖宮之匾額

- 蔡英文「賀聖佑民」
- 蘇嘉全「保境安民」
- 吳伯雄「玄元顯化」

## 其他祀神
- 玉皇上帝
- 藥師如來
- 觀音菩薩
- 天上聖母
- 顯應祖師
- 文昌帝君
- 太歲星君
- 五營神將